# Royal National Park
Royal National Park je australský národní park ležící v Novém Jižním Walesu. Rozprostírá se na ploše 154,42 km² asi 29 km jižně od Sydney. Royal National park je nejstarším národním parkem Austrálie. Byl založen roku 1879 Sirem Johnem Robertsonem, premiérem Nového Jižního Walesu. Byl založen pod názvem The National Park a až v roce 1955 při příležitosti královniny návštěvy (Alžběta II.) je přejmenován na Royal National Park.

## Zajímavosti

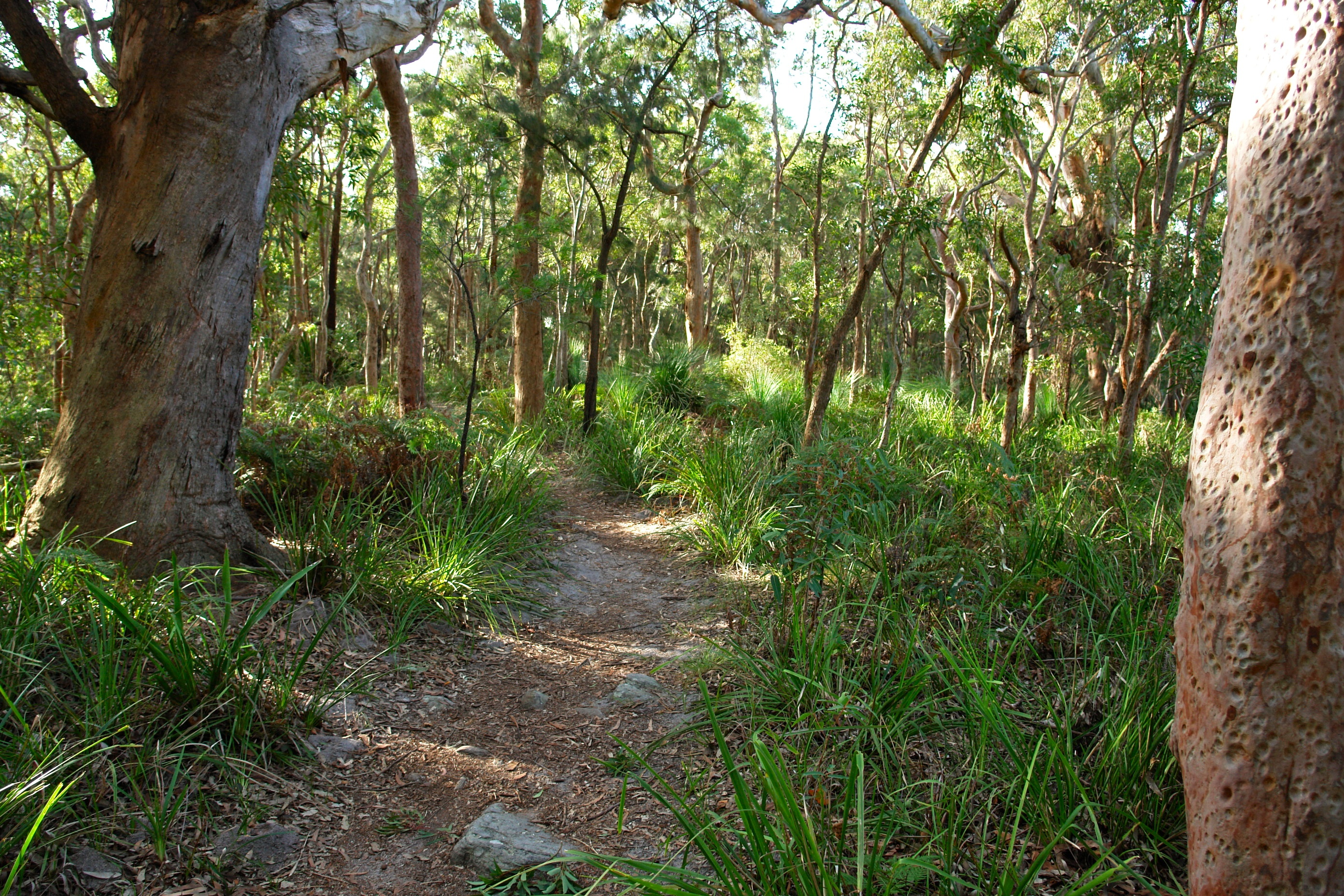
A walkway through Royal National Park,Australia

Park leží na divokém pobřeží Tasmanova moře přerušovaném osamělými plážemi. Skýtá ideální podmínky pro surfování, koupání, potápění a turistiku. Podle pobřežní linie se táhne 32kilometrová cesta (Coast Walk).